# 徐鍾珮
徐鍾珮（1917年2月12日—2006年4月6日），筆名余風，江蘇常熟人，作家，是中國文藝協會會員。為中華民國前外交部長朱撫松妻子。她的小說《餘音》，描寫抗戰時期的記者，被譽為四大抗戰小說之一。

## 生平
1917年2月12日生於江蘇常熟縣。
1939年，畢業於政治大學前身的中央政治學校新聞系。1940年，抗戰時期，任中央宣傳部國際宣傳處新聞檢查員。1945年，成為《中央日報》駐倫敦特派員、《中央日報》採訪副主任。
1946年7月至9月，撰寫〈巴黎會議旁聽記〉新聞通訊稿，共14篇。1947年，結束兩年倫敦特派員生涯，回到南京。1948年，出版第一本散文集《英倫歸來》。當選國大代表，出席第1屆行憲國民大會。由南京渡海來台。
1951年1月出版《我在臺北》。1956年，先後隨夫婿朱撫松去美、加、西班牙、巴西、韓國等國。1961年，首部長篇小說《餘音》出版。1976年，五月《追憶西班牙》出版。
2006年4月6日，在丈夫旁伴在側下逝於振興醫院。

## 作品

### 散文
- 《英倫歸來》，南京：中央日報社，1948年2月
- 《倫敦和我》，南京：中央日報社，1948年
- 《我在臺北》，臺北：重光文藝出版社，1951年1月
- 《多少英倫舊事》，臺北：文星書店，1964年12月
- 《靜靜的倫敦》，臺北：仙人掌出版社，1970年10月
- 《追憶西班牙》，臺北：純文學出版社，1976年5月
- 《我在臺北及其他》，臺北：純文學出版社，1986年9月
- 《觀光與觀光客》，武漢：長江文藝出版社，1993年10月

### 小說
- 《餘音》，臺北：重光文藝出版社，1961年5月；純文學出版社1978年10月。

### 合集
- 《徐鍾珮自選集》，臺北：黎明文化公司，1981年3月

### 翻譯
- 《哈安瑙小姐》(英)杜莫里哀，徐鍾珮譯，臺北：重光文藝出版，1952年；臺北皇冠，1980年[3]
- 《世界十大小說家及其代表作 》(英)毛姆著，徐鍾珮譯，臺北：重光文藝出版，1956年2月[4]

### 合著
- 《大學大學=Life in colleges and universities》徐鍾珮等著，臺北：莘莘出版，1971年

## 專訪
- 《專訪新聞界前輩[錄音]:「多少新聞舊事」作者徐鍾珮》，光耀科技傳播有限公司製作，國家圖書館轉錄，2009年

## 研究
- 《女性散文與流亡書寫:以渡海作家徐鍾珮、羅蘭為例》，朱嘉雯，回顧兩岸五十年文學學術研討會論文集(上冊)，2004年
- 《徐鍾珮餘音之研究》，曾婉琳，碩士論文--銘傳大學應用中國文學研究所，2006年
- 《五0年代女作家的異鄉書寫:林海音、徐鍾珮、鍾梅音、張漱菡與艾雯》，許婉婷 碩士論文-國立清華大學臺灣文學研究所，2008年
- 《徐鍾珮散文研究》，駱南菁，碩士論文--銘傳大學應用中國文學研究所在職專班，2008年
- 《反共交響裡的和鳴與變奏:徐鍾珮創作歷程與書寫位置的位移 》，潘柔邑，碩士論文--國立清華大學臺灣文學研究所，2009年
- 《五、六十年代女性小說的自傳式書寫:以林海音城南舊事、聶華苓失去的金鈴子、徐鍾珮餘音為研究對象》，古茗芳，碩士--國立臺北教育大學臺灣文化研究所，2015年

## 評價
- 陳克環：「作者把握了各式各樣人物承受時代壓力的反應，而塑造出一個複雜又精微的時代浮雕。」

## 外部連結
- 徐鍾珮生平簡介 （页面存档备份，存于）—五〇年代文藝雜誌及作家影像資料庫（國立成功大學台灣文學系）
- 徐鍾珮 （页面存档备份，存于）—婦女期刊作者研究平台（中央研究院近代史研究所）